# Linyphia rubella
Linyphia rubella är en spindelart som beskrevs av Eugen von Keyserling 1886. Linyphia rubella ingår i släktet Linyphia och familjen täckvävarspindlar.
Artens utbredningsområde är Peru. Inga underarter finns listade i Catalogue of Life.